# گابور هرندی
گابور هرندی (مجاری: Gábor Herendi؛ زادهٔ ۲ دسامبر ۱۹۶۰) کارگردان فیلم و تهیه‌کننده فیلم اهل مجارستان است.
از فیلم‌ها یا برنامه‌های تلویزیونی که وی در آن نقش داشته‌است، می‌توان به کنترل و نوعی آمریکا اشاره کرد.